# Herlander Peyroteo
Herlander de Seixas de Vasconcelos Peyroteo (Moçâmedes, 11 de Agosto de 1929 - Lisboa, 18 de Abril de 2002) foi um realizador de televisão e cinema português.

## Biografia
Neto paterno de José de Vasconcelos Correia Peyroteo (Torres Novas, 22 de Outubro de 1861 - Angola, 1919) e de sua mulher em segundo casamento, Maria da Conceição Fernandes de Seixas (27 de Maio de 1879 - Angola, 1948), sobrinho paterno de Fernando Baptista de Seixas de Vasconcelos Peyroteo, meio-sobrinho de Berta Leonor de Bivar de Vasconcelos Peyroteo, primo-sobrinho-neto em 2.º grau de Augusto César de Almeida de Vasconcelos Correia e de António de Almeida de Vasconcelos Correia e sobrinho-trineto do 1.º Visconde de Torres Novas e 1.º Conde de Torres Novas e do 2.º Conde de Torres Novas, Herlander Peyroteo nasceu a 11 de Agosto de 1929 em Moçâmedes, Angola, viajou no Paquete Império em 1952 e trabalhou na RTP, sendo um dos mais jovens realizadores da estação. Um dos seus trabalhos mais notáveis foi a sitcom Lisboa em Camisa, de 1960.
Faleceu vítima de doença prolongada.
Era primo-tio de José Júlio de Carvalho Peyroteo Martins Couceiro.

## Obras

### Filmes de televisão
- A Morgadinha de Vale d'Amores  (1957)
- Falar Verdade a Mentir  (1957)
- As Falsas Confidências (1957)
- A Fera Amansada (1958)
- À Porta da Rua (1960)
- Casa de Pais (1960)
- O Inspector (1961)
- O Caso de Blackcastle (1961)
- O Capote (1961)
- A Menina Prodígio  (1961)

- Um Campista em apuros 1967

### Séries de televisão
- Os Televizinhos (1957)
- Lisboa em Camisa 1960
- Quando o Sol Nasce  (1961)